# Bicaz (Gola)

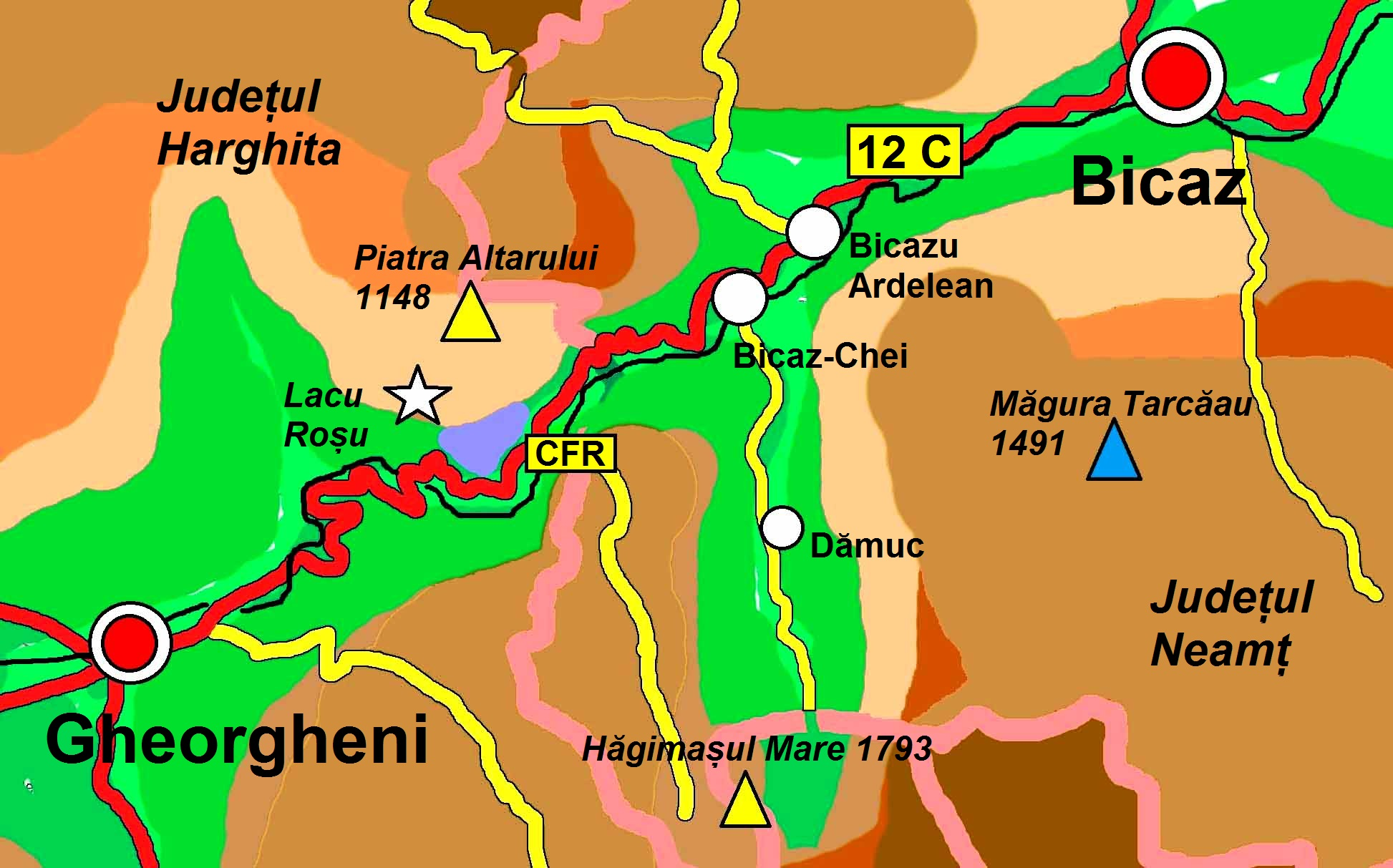
Mapa de la zona

La Gola del riu Bicaz (en romanès, Cheile Bicazului) és un espectacular canó natural situat a la zona central dels Carpats, a Romania, al Parc nacional Cheile Bicazului-Hăşmaş.
La Gola el Bicaz es troba a la Serra de Hăşmaş, al límit de les províncies de Neamţ i Harghita. El canó va ser format pel riu Bicaz, i és una porta natural de pas obligat entre les regions de Moldàvia i Transsilvània. Formen per si mateixes el Parc nacional Cheile Bicazului-Hăşmaş', on desenes de milers de turistes van a ell cada any.  Aquesta zona forma part de la gran cadena dels Carpats.
La Gola el Bicaz es pot visitar per carretera, una espectacular via que discorre al llarg d'uns vuit quilòmetres entre fortes pendents i serpentejants corbes. En el camí es troben nombrosos comerços de records per a turistes i alguns restaurants. També es pot visitar per ferrocarril, en el trajecte que discorre entre Bicaz i Gheorgheni. Un altre atractiu turístic de la zona és el llac Vermell (Lacul Rosu), paratge de gran bellesa. El clima de la zona és bastant fresc i plujós, fins i tot en els mesos d'estiu.